# 대한민국의 상속법
대한민국의 상속법은 대한민국 민법 중에서 상속 제도를 규율하는 법 영역을 말한다.

## 역사
구민법에서는 상속편을 호주상속제도와 재산상속제도로 나누어 신분상·재산상의 지위를 계승하는 제도규범으로 하였다. 그러나 양자 모두 역사적 전통의 소산으로서의 가부장제도의 색채가 짙었고 남자우위·중심적인 요소가 많아 지금의 시대적 상황·사고와 지나치게 많은 만큼의 차이가 나타나 그 본질적인 수정이 불가피해졌다. 더욱이 호주상속제도는 대한민국 특유의 전래적인 관습이기는 하나 현재의 가족제도를 규율하기에 합당치 않고 비록 약화되었다고는 하나 호주권(戶主權)은 헌법정신인 남녀평등에도 어긋나는 쟁점의 대상이 되어 왔다. 1990년 1월 13일 법률 제4199호 개정·공포된 '민법 중 개정법률'은 특히 가족법 분야에 관한 것으로 그 중에서도 호주제도에 대한 수정이 두드러졌다. 가족법 중 상속법에서는 호주상속제도를 호주승계제도로 고치어 친족편에 귀속시킴으로써 재산상속만을 규율하고 있다. 상속편의 개정에서 가장 두드러지는 것은 직계비속간의 상속분의 차등을 없앤 것과 배우자의 상속분을 직계비속의 5할을 가산, 그 권리를 증가시켰으며 기여분제도(寄與分制度)와 분묘(墳墓) 등의 승계제도를 신설한 것 등이다. 이 후, 호주제는 양성평등과 개인의 존엄을 규정한 「헌법」에 위반된다는 헌법재판소의 헌법불합치 결정(헌재결 2005.2.3. 2001헌가9 내지 15, 2004헌가5 병합)을 받았고 2008년 1월 1일부터 전면 폐지되었다.

## 상속제도
사람이 사망함으로써 사망자의 재산상 권리의무를 포괄적으로 승계하는 것을 상속이라고 한다. 상속은 재산상의 권리의무의 승계이므로 상속될 만한 아무런 재산을 가지지 않은 사람이 사망하면 상속개시의 여지가 없으나, 채무만을 가진 때에는 상속은 개시된다. 다만 피상속인의 일신(一身)에 전속(專屬)되는 것은 승계하지 않는다. 상속은 피상속인의 주소지에서 개시되며, 상속을 하는 데 드는 비용은 상속재산 중에서 지급된다.
상속이 개시되면 다음과 같은 효과가 나타난다.
1. 재산적 권리 ― 피상속인에게 속하고 있던 물권과 점유권은 원칙으로 모두 상속된다. 이때 물권변동에 필요한 등기나 인도와 같은 절차는 필요하지 않다. 특허권·상표권·저작권 등의 무체재산권도 상속된다. 채권도 상속되는 것이 원칙이지만 채권의 일신전속적(一身專屬的)인 성질 때문에 제한되는 수가 많다(예；개인적 신뢰관계를 근거로 한 법률관계, 일단의 가족법관계：예술가·저술가 등의 채무). 또 생명 보험금 수익자의 지위는 당연히 상속되지 않는다.
2. 재산 적 의무 ― 채무 기타 재산 적 의무도 일반적으로는 상속되나, 채무의 성질상 채무자의 변경으로 이행의 내용까지도 변경되는 경우, 신원보증채무의 경우 등에는 상속되지 않는다.
3. 재산 적인 계약 상 또는 법률 상 지위 ― 대리인의 지위·사원권·계약상의 지위 등은 그 계약이나 법률상 지위에 따라 상속을 하거나 혹은 안 하기도 한다.
4. 피상속인이 소송의 계속 중에 사망한 때에는 소송이 원칙적으로 중단되나 법률에 의해 소송을 계속시킬 수 있는 사람이 소송절차를 계수하면 계속된다.
5. 모든 일신 전속권, 특히 사망과 동시에 소멸하는 일반적인 인격권은 상속되지 않는다.

## 상속분
같은 순위의 재산상속인 여럿이 공동으로 재산을 상속하는 경우에 공동상속인 상호간의 상속재산에 대한 각자의 배당률을 상속분(相續分)이라고 한다. 상속분에는 지정상속분과 법정상속분이 있다.
1. 지정상속분(指定相續分) ― 피상속인은 유류분(遺留分)을 제외한 상속재산의 전부 또는 일부를 유언에 의해 유증의 형식으로 지정할 수 있는데 이를 지정상속분이라고 한다. 이러한 지정상속분은 법정상속분에 우선한다.
2. 법정상속분(法定相續分) ― 피상속인이 유언으로 상속분의 지정을 하지 않은 경우 법률에 정해진 바에 따라서 상속분이 결정되는데, 이를 법정상속분이라고 한다. 민법은 균분상속주의(均分相續主義)를 원칙으로 하므로 같은 순위의 상속인이 여럿인 때에는 비록 혼인 외의 출생자라도 그 상속분에는 차이가 없다. 다만 피상속인의 배우자 상속분은 직계비속과 공동으로 상속하는 때에는 직계비속 상속분의 5할을 가산하고, 직계존속과 공동으로 상속하는 때에는 직계존속 상속분의 5할을 가산한다(제1009조). 대습상속인 상속분은 피대습상속인분에 따른다(1010조).

### 판례

##### 특별수익자의 상속분
- 민법 제1008조에서 "공동상속인 중에 피상속인으로부터 재산의 증여 또는 유증을 받은 자가 있는 경우에 그 수증재산이 자기의 상속분에 달하지 못한 때에는 그 부족한 부분의 한도에서 상속분이 있다"고 규정하고 있는바, 이는 공동상속인 중에 피상속인으로부터 재산의 증여 또는 유증을 받은 특별수익자가 있는 경우에 공동상속인들 사이의 공평을 기하기 위하여 그 수증재산을 상속분의 선급으로 다루어 구체적인 상속분을 산정함에 있어 이를 참작하도록 하려는 데 그 취지가 있다[1]
- 공동상속인 중에 피상속인으로부터 재산의 증여 또는 유증 등의 특별수익을 받은 자가 있는 경우에는 이러한 특별수익을 고려하여 상속인별로 고유의 법정상속분을 수정하여 구체적인 상속분을 산정하게 되는데, 이러한 구체적 상속분을 산정함에 있어서는 상속개시시를 기준으로 상속재산과 특별수익재산을 평가하여 이를 기초로 하여야 할 것이고, 다만 법원이 실제로 상속재산분할을 함에 있어 분할의 대상이 된 상속재산 중 특정의 재산을 1인 및 수인의 상속인의 소유로 하고 그의 상속분과 그 특정의 재산의 가액과의 차액을 현금으로 정산할 것을 명하는 방법(소위 대상분할의 방법)을 취하는 경우에는, 분할의 대상이 되는 재산을 그 분할시를 기준으로 하여 재평가하여 그 평가액에 의하여 정산을 하여야 한다[2].

##### 상속분의 양도와 양수
민법 제1011조 제1항은 “공동상속인 중 그 상속분을 제3자에게 양도한 자가 있는 때에는 다른 공동상속인은 그 가액과 양도비용을 상환하고 그 상속분을 양수할 수 있다.”고 규정하고 있는바, 여기서 말하는 ‘상속분의 양도’란 상속재산분할 전에 적극재산과 소극재산을 모두 포함한 상속재산 전부에 관하여 공동상속인이 가지는 포괄적 상속분, 즉 상속인 지위의 양도를 의미하므로, 상속재산을 구성하는 개개의 물건 또는 권리에 대한 개개의 물권적 양도는 이에 해당하지 아니한다.

## 공동상속
공동상속(共同相續)은 상속인이 수인(數人)인 경우로서 상속재산은 공동상속인 공유(共有)로 한다(제1006조). 공동상속의 경우에 공동상속인은 각자의 상속분에 응하여 피상속인의 권리의무를 승계한다(제1007조). 공동상속인 중에 피상속인으로부터 재산의 증여 또는 유증을 받은 자가 있는 경우에 그 수증(受贈)재산이 자기의 상속분(법정상속분)에 달하지 못한 때에는 그 부족한 부분의 한도에서 상속분이 있다(제1008조). 공동상속인 중에 그 상속분을 제3자에게 양도한 자가 있는 경우 다른 공동상속인은 그 가액과 양도 비용을 상환하고 그 상속분을 양수할 수 있는데 그 권리는 그 사유를 안 날로부터 3월, 그 사유가 있은 날로부터 1년 내에 행사하여야 한다.

### 공동상속의 의미
- 대법원 선고 다 판결 1996. 2. 9. 94 61649 □

공동상속재산은 상속인들의 공유이고 또 1] 부동산의 공유자인 한 사람은 그 공유물에 대한 보존행위로서 그 공유물에 관한 원인무효의 등기전부의 말소를 구할 수 있다.
공유자 중 인의 지분에 관하여 확정판결에 따라 타인 앞으로 소유권이전등기를 마친 경우 그 공유자는 확정판결의 기판력에 의하여 더 이상 말소청구를 할 수 없게 된 자신의 공유지분에 관한 한 보존행위로서도 그 소유권이전등기의 말소를 구할 수 없다.
- 대법원 선고 다 판결 1965. 8. 24. 65 1086 □

공동상속인의 한 사람이 상속부동산 전부를 처분한 경우에도 처분한 자의 지분에 대한 말소청구는 특별한 사정이 없는 한 이유 없는 것이므로 그 부동산 전부에 대한 말소를 명함은 위법하다.

### 채권과 채무의 공동상속
- 대법원 선고 두 판결 1999. 5. 14. 99 35 □

부동산 실권리자명의 등기에 관한 법률 제 조에 의하여 부과된 5 과징금 채무는 대체적 급부가 가능한 의무이므로 위 과징금을 부과받은 자가 사망한 경우 그 상속인에게 포괄승계된다.
- 대법원 선고 민상 판결 1962. 5. 3. 4294 1105 □

손해배상청구권을 상속한 공동상속인들의 청구를 인정함에 있어서 각자의 상속분이 법정되어 있음에도 불구하고 배상의무자에 대하여 전액에 대한 연대지급을 명한 것은 위법하다.
- 대법원 선고 다 판결 1968. 6. 18. 67 995 □

재산상속으로 인한 상속재산에 대한 소유권이전등기를 명함에 있어서 그 공동상속인들의 상속지분이 각각 다른 것임에도 이를 밝히지 않은 채 이전등기를 명한 것은 심리미진이다.
- 대법원 선고 다 판결 1964. 12. 29. 64 1054 □

공동상속인들을 상대로 하여 그 선대가 이행하여야 할 부동산 소유권이전등기절차 이행을 청구한다거나 또는 그 선대가 소유권자로 있었을 때를 기산점으로 하여 공동상속이 개시된 뒤에 만료되는 기간을 요건으로 하여 시효취득을 원인으로 소유권이전등기절차 이행청구를 하는 것은 반드시 그 공동상속인들을 필요적 공동소송인으로 삼아야 될 이유는 없다 할 것이다 왜냐하면 이 공동상속인들은 그 공동상속재산에 관하여 저마다의 지분권을 가지고 있는 것이요 이 각자의 지분권의 처분에 관하여 반드시 원고와의 사이에서 합일적으로 처리되어야 할 이유는 없기 때문이다.
- 대법원 선고 다 판결 1965. 5. 18. 65 279 □

공동상속 재산의 지분에 관한 등기말소와 지분권존재확인을 구하는 소송은 필요적 공동소송이 아니라 통상의 공동소송이다.
- 대법원 선고 다 판결 1979. 2. 27. 78 2281 □

타에 매도된 부동산의 공동상속인중 자기 이외의 상속인들의 상속지분을 매수하여 자기 앞으로 그 매수지분에 관한 이전등기를 마친 자는 원래의 자기 고유 상속지분이 아닌 매수지분에 관하여는 의무승계의 특약이 존재등 특단의 사정이 없는 한 당연히 다른 상속인들의 원래의 부동산 매수인에 대한 의무를 승계한다고 볼 수 없다.

### 공동상속재산의 관리 및 처분
- 대법원 선고 다 판결 2007. 8. 24. 2006 40980 □

공동상속인 사이에 어떤 재산이 피상속인의 상속재산에 속하는지 여부에 관하여 다툼이 있어 일부 공동상속인이 다른 공동상속인을 상대로 그 재산이 상속재산임의 확인을 구하는 소를 제기한 경우 이는 그
재산이 현재 공동상속인들의 상속재산분할 전 공유관계에 있음의 확인을 구하는 소송으로서 그 승소확정
판결에 의하여 그 재산이 상속재산분할의 대상이라는 점이 확정되어 상속재산분할심판 절차 또는 분할심
판이 확정된 후에 다시 그 재산이 상속재산분할의 대상이라는 점에 대하여 다툴 수 없게 되고 그 결과 공
동상속인 간의 상속재산분할의 대상인지 여부에 관한 분쟁을 종국적으로 해결할 수 있으므로 확인의 이익
이 있다.
공동상속인이 다른 공동상속인을 상대로 어떤 재산이 상속재산임의 확인을 구하는 소는 고유필수적
공동소송이라고 할 것이고 고유필수적 공동소송에서는 원고들 일부의 소 취하 또는 피고들 일부에 대한
소 취하는 특별한 사정이 없는 한 그 효력이 생기지 않는다.
- 대법원 자 그 결정 1979. 12. 27. 76 2 □

민법 제 조에 의하면 법원이 공동상속재산에 관한 관리인을 선임할 경우에는 반드시 그 공동상속인 중에서 관리인을 선임하여야 하도록 되어 있으므로 공동상속인 아닌 다른 사람을 선임한 결정은 위법하다.
- 대법원 자 마 결정 1995. 2. 22. 94 2116

등기신청인이 산정한 상속분이 그 상속재산을 둘러싼 소송에서도 받아들여져 판결로써 확정된 바 있다고 하더라도 상속등기신청에 대하여 등기공무원이 부동산등기법 소정의 서면만에 의하여 형식적 심사를 함에 있어서는 위 확정판결의 기판력이 미칠 여지가 없다.
상속을 증명하는 시 구 읍 면의 장의 서면 또는 이를 증명함에 족한 서면과 관계법령에 기한 상속인의 범위 및 상속지분의 인정은 등기공무원의 형식적 심사권한의 범위 내라고 할 것이므로 위와 같은 서면과 관계법령에 의하여 인정되는 정당한 상속인의 범위 및 상속지분과 다른 내용으로 상속등기를 신청하였을 경우 등기공무원으로서는 신청내용이 확정된 판결의 내용과 동일하다고 하더라도 위 등기신청을 각하하여야 한다.
공동상속인 중 일부 상속인의 상속등기만은 경료할 수 없다.

### 제사용 재산의 특별승계
- 대법원 선고 누 판결 1997. 11. 28. 96 18069 □

금양임야 등 제사용 재산을 일반상속의 대상에서 제외하여 특별상속에 의하도록 하고 있는 이유는 제사용
재산을 공동상속하게 하거나 평등분할하도록 하는 것은 조상숭배나 가통의 계승을 중시하는 우리의 습속
이나 국민감정에 반하는 것이므로 일반상속재산과는 구별하여 달리 취급하기 위한 것이라 할 것이므로 이
와 같은 제도의 취지에 비추어 볼 때 금양임야가 수호하는 분묘의 기지가 제 자에게 이전된 경우에도 그 3
분묘를 사실상 이전하기 전까지는 그 임야는 여전히 금양임야로서의 성질을 지니고 있으므로 금양임야가
수호하던 분묘의 기지가 포함된 토지가 토지수용으로 인하여 소유권이 이전된 후에도 미처 분묘를 이장하
지 못하고 있던 중 피상속인이 사망하였다면 위 임야는 여전히 금양임야로서의 성질을 지닌다.
- 대법원 선고 누 판결 1996. 3. 22. 93 19269 □

구 민법 제 조 소정의 분묘에 속한 묘토의 범위는 호주상속인 개정민법이 적용되는 경우에는 제사주재 996 (
자 을 기준으로 평 이내의 농지를 의미하는 것이 아니라 봉사의 대상이 되는 분묘 매 기당 평 이 ) 600 1 600
내를 기준으로 정하여야 한다.
- 대법원 선고 누 판결 1996. 9. 24. 95 17236 □

상속세 과세가액에 산입하지 아니하는 민법 제 조의의 묘토라고 함은 1008 3 상속개시 당시에 이미 묘토로
서 사용되고 있는 것만을 말하고 원래 묘토로 사용되지 아니하던 농지를 상속개시 후 묘토로 사용하기로
한 경우는 해당하지 아니한다.
- 대법원 선고 누 판결 1997. 5. 30. 97 4838 □

묘토라 함은 분묘의 수호 관리나 제사용 자원인 토지로서 특정의 분묘에 속한 것을 말하는 바 현행, 민법이 그 소유권의 귀속주체를 제사를 주재하는 자로 규정하고 있는 점에 비추어 보면 구 상속세법 제8
조의 제 항 제 호에서 원용하고 있는 민법 제 조의 소정의 묘토인 농지는 그 경작하여 얻은 수확으 2 2 2 1008 3
로 분묘의 수호 관리 비용이나 제사의 비용을 조달하는 자원인 농토이어야 하고 , 그 중 제사의 비용을 조
달하는 것이 중요한 것이 됨은 분명하나 반드시 이에 한정되는 것은 아니다.
지목이 전으로 되어 있으나 도시계획상 일반주거지에 편입되어 있고 주변 일대가 완전히 도시화되어 있으며 타인으로 하여금 콩이나 채소 등을 재배하게 하여 그 경작자가 경작대가로 단순히 년에 한두 번 1
정도 토지소유자의 조상의 분묘 등 분묘 기의 벌초를 하여 온 것에 불과하다면 그 토지를 분묘의 수호 3 ,
관리 비용을 조달하기 위한 묘토인 농지라고 볼 수는 없다.
- 대법원 선고 다 판결 2000. 9. 26. 99 14006 □

매장 및 묘지 등에 관한 법률상 묘지내의 시설물로서 비석은 분묘 기당 개로 제한되어 있고 분묘에 이미 비석이 설치되어 있는데 나중에 다시 비석이 설치된 경우 그러한 사정만으로는 전자의 비석의 설치
자가 후자의 비석의 철거를 구할 수 있는 권리가 생긴다고 할 수 없다.
분묘의 기지인 토지가 분묘소유권자 아닌 다른 사람의 소유인 경우에 그 토지 소유자가 분묘소유자에 대하여 분묘의 설치를 승낙한 때에는 그 분묘의 기지에 대하여 분묘소유자를 위한 지상권 유사의 물권 분 (묘기지권 을 설정한 것으로 보아야 하므로 이러한 경우 그 ) 토지소유자는 분묘의 수호 관리에 필요한 상당한 범위 내에서는 분묘기지가 된 토지부분에 대한 소유권의 행사가 제한될 수밖에 없다.
분묘의 부속시설인 비석 등 제구를 설치 관리할 권한은 분묘의 수호 관리권에 포함되어 원칙적으로 제사를 주재하는 자에게 있고 따라서 만약 제사주재자 아닌 다른 후손들이 비석 등 시설물을 설치하였고 그것이 제사주재자의 의사에 반하는 것이라 하더라도 제사주재자가 분묘의 수호 관리권에 기하여 철거를  구하는 것은 별론으로 하고 그 시설물의 규모나 범위가 분묘기지권의 허용범위를 넘지 아니하는 한 분묘
가 위치한 토지의 소유권자가 토지소유권에 기하여 방해배제청구로서 그 철거를 구할 수는 없다.
- 대법원 선고 누 판결 1994. 10. 14. 94 4059 □

민법 제 조의 및 상속세법 제 조의 제 항 제 호의 규정은 일가의 제사를 계속하게 하기 위한 제사용 재산을 승계할 경우 이를 일반상속재산과 구별되는 특별재산이라고 보아 상속세 과세가액에서 제
외시키기 위한 것으로서 금양임야와 묘토인 농지 족보와 제구 등을 소유하던 피상속인이 사망한 후 상속 ,
인들이 수인이 있을 경우 금양임야 등의 승계권을 그 금양임야로서 수호하는 분묘의 제사를 주재하는 상
속인에게 귀속시키기 위한 규정이라고 보아야 한다.
금양임야 등의 소유자가 사망한 후 상속인과 그 금양임야로서 수호하는 분묘의 제사를 주재하는 자가 다를 경우에는 그 금양임야 등은 상속인들의 일반상속재산으로 돌아간다고 보아야 할 것이며 상속인이 아닌 제사를 주재하는 자에게 금양임야 등의 승계권이 귀속된다고 할 수는 없다.
- 헌법재판소 자 헌바 결정 2008. 2. 28. 2005 7 □

제사용 재산의 승계제도는 제사용 재산을 유지 보존함으로써 조상숭배와 제사봉행이라는 우리의 전통을 보존할 뿐만 아니라 제사용 재산에 관한 권리관계를 명확히 함으로써 법적 안정성이라는 공익도 도
모하고자 하는 것으로서 그 입법목적이 정당한 점, 제사용 재산을 승계하는 제사주재자는 호주나 종손이
아니라 실제로 제사를 주재하는 자로서 원칙적으로 공동상속인들의 협의에 따라 정해지고 공동상속인들의
협의에 의하여 종손 이외의 차남이나 여자 상속인을 제사주재자로 할 수도 있으며 다수의 상속인들이 공
동으로 제사를 주재하는 것도 가능한 점 제사주재자에게 실제로 승계되는 제사용 재산의 범위를 제사봉행을 위하여 필요한 범위로 제한할 수 있도록 하고 있는 점 등에 비추어 보면 이 사건 법률조항이 헌법 제 조 제 항에서 정한 기본권제한의 입법한계를 벗어난 것이라고는 할 수 없다.
이 사건 법률조항은 일정 범위의 제사용 재산이 제사주재자에게 승계된다고만 규정하고 있을 뿐 상속인들 중 특정인에게 제사주재자의 지위를 인정하고 있지는 아니하므로 본질적으로 상속인들 사이에 어떠한 차별대우를 하고 있다고 할 수 없다. 한편 상속인들 사이에 제사주재자의 선정협의가 이루어지지 아니하는 경우에 종손이 제사용 재산을 단독으로 승계하게 됨으로써 종손인 상속인과 종손이 아닌 여자상속인 내지 다른 상속인들을 차별하는 결과가 생긴다고 하더라도 이러한 차별대우는 이 사건 법률조항에 따른 것이 아니라 상속인들 사이의 협의의 불성립이라는 우연적인 것에 의하여 초래된 것일 뿐이라고 보아야 할 것이고 또한 이러한 차별은 조상숭배와 제사봉행이라는 전통의 보존과 제사용 재산을 둘러싼 법적 분
쟁에 있어서 권리관계의 기준을 정하여 법적 안정성을 도모하기 위한 것으로서 합리적인 이유가 있다고 할 것이므로 이 사건 법률조항이 청구인들의 평등권을 침해한다고도 볼 수 없다.
- 대법원 선고 다 전원합의체 판결 2008. 11. 20. 2007 27670 □

다수의견 제사주재자는 우선적으로 망인의 공동상속인들 사이의 협의에 의해 정하되 협의가 이루어지지 않는 경우에는 제사주재자의 지위를 유지할 수 없는 특별한 사정이 있지 않은 한 망인의 장남이 제사주재자가 된다.

## 유류분
유류분(遺留分)은 피상속인의 유언과는 관계없이 법정 상속분의 일부를 남겨서 배우자와 자녀들에게 상속토록 하는 것이다. 상속인의 유류분은 다음과 같다.
1. 피상속인의 직계비속은 그 법정 상속분의 2분의 1,
2. 피상속인의 배우자는 그 법정 상속분의 2분의 1,
3. 피상속인의 직계존속은 그 법정 상속분의 3분의 1,
4. 피상속인의 형제 자매는 그 법정 상속분의 3분의 1이다(1112조).

유류분은 피상속인의 상속이 개시되는 때에 가진 재산의 가액에 증여재산의 가액을 가산하고 채무의 전액을 공제하여 산정한다(1113조 1항). 조건부의 권리 또는 존속기간이 불확정한 권리는 가정법원이 선임한 감정인의 평가에 의해 그 가격을 정한다(1113조 2항). 증여는 상속개시 전1년간에 행한 것에 한하여 그 가액을 산정한다. 그러나 당사자 쌍방이 유류분 권리자에게 손해를 가할 것을 알고 증여를 한 때에는 1년 전에 한 것도 산입(算入)한다(1114조). 유류분 권리자가 피상속인의 증여 및 유증으로 인하여 그 유류분에 부족이 생긴 때에는 부족한 한도에서 증여 및 유증재산의 반환을 청구할 수 있다(1115조 1항). 증여 및 유증을 받은 사람이 수인인 때에는 각자가 얻은 유증가액의 비례로 반환하여야 한다(1115조 2항). 반환청구의 순서는 유증을 반환받은 후가 아니면 증여의 반환을 청구할 수 없다(1116조). 반환의 청구권은 유류분 권리자가 상속의 개시와 증여 또는 유증의 사실을 안 때로부터 1년 내에 하지 않으면 시효에 의하여 소멸된다. 상속이 개시한 때로부터 10년이 경과하면 시효에 의하여 반환 청구권이 소멸된다(1117조).

## 상속재산의 분할
상속인이 한 사람일 경우에는 상속재산은 단독소유로 되지만, 상속인이 여러 명인 경우에는 상속재산이 이들 공동상속인의 공동소유로 되므로 상속재산의 공유관계를 없애고 각자의 상속분에 따라 구체적으로 귀속을 결정하는 것을 상속재산의 분할이라고 한다. 그러나 분할할 수 없는 경우가 있는데, 즉 분할금지의 유언이 있거나 공동상속인 사이에 분할금지의 약정이 있는 때에는 그 금지기간 내의 분할은 안 된다. 다만 그 기간은 5년을 넘지 못한다. 분할하는 방법으로는 피상속인이 유언으로 직접 지정하거나 혹은 제3자에게 지정을 위탁하는 방법(指定分割)과 공동상속인 전원의 협의에 의해 분할하는 방법(協議分割), 그리고 협의가 이루어지지 않을 때 가정법원에 의해 분할하는 방법 등이 있다. 분할청구권은 공동상속인이 스스로 청구할 수 있음은 물론 공동상속인의 상속인, 상속분을 양수한 제3자, 상속인의 채권자도 행사할 수 있다. 상속인이 분할되면 각 공동상속인은 그의 상속분에 따라 단독적 소유권을 취득하는데, 그 분할의 효력은 상속이 개시된 때에 소급하여서 발생하지만, 소급하더라도 제3자의 권리를 해칠 수 없다(1015조). 그리고 공동상속인은 다른 공동상속인이 분할로 인하여 취득한 재산에 대해 각자 상속분에 따라 매도인과 같은 담보책임을 진다. 상속재산이 분할된 후에 인지를 받아 상속인으로 된 사람은 그의 상속분에 상당하는 가액의 지급을 다른 공동상속인에게 청구할 수 있다(1014조).

### 분할의 당사자
대법원 선고 므 판결 1987. 3. 10. 85 80 □
- 협의에 의한 상속재산의 분할은 공동상속인 전원의 동의가 있어야 유효하고 공동상속인중 인의 동의가 1

없거나 그 의사표시에 대리권의 흠결이 있다면 분할은 무효이다.
대법원 선고 다 판결 1995. 4. 7. 93 54736 □
- 상속재산의 협의분할은 공동상속인 간의 일종의 계약으로서 공동상속인 전원이 참여하여야 하고 일부상속

인만으로 한 협의분할은 무효이다.
대법원 선고 다 판결 1991. 8. 27. 90 8237 □
- 부동산소유권 이전등기의무자는 특별한 사정이 없는 한 등기부상의 명의인이라고 할 것인 바 피상속인으

로부터 매수한 부동산에 관하여 그 공동상속인들의 협의분할에 의하여 그 중 인만이 단독으로 그 상속등 1
기까지 마쳤다면 협의분할의 소급효에 의하여 나머지 공동상속인들은 이 사건 부동산을 상속한 것이 아니
라 할 것이고 현재 등기부상의 등기명의자가 아니어서 등기의무자가 될 수도 없다 할 것이므로 그에 대한
지분소유권 이전등기절차를 이행할 의무가 없다.

### 분할의 방법
대법원 선고 다 판결 2001. 6. 29. 2001 28299 □
- 피상속인은 유언으로 상속재산의 분할방법을 정할 수는 있지만 생전행위에 의한 분할방법의 지정은 그 효

력이 없어 상속인들이 피상속인의 의사에 구속되지는 않는다.
대법원 선고 도 판결 1983. 6. 28. 82 2421 □
- 상속인중 인이 다른 공동재산 상속인과 협의하여 상속재산을 분할한 때는 민법 제 조 제 호에 규정 1 1026 1

된 상속재산에 대한 처분행위를 한 때에 해당되어 단순승인을 한 것으로 보게 되어 이를 취소할 수 없는
것이므로 그 뒤 가정법원에 상속포기 신고를 하여 수리되었다 하여도 포기의 효력이 생기지 않는다.
대법원 선고 다 판결 공보불게재 2004. 10. 28. 2003 65438 [ ] □
- 상속재산의 협의분할은 공동상속인 간의 일종의 계약으로서 공동상속인 전원이 참여하여야 하고 일부 상

속인만으로 한 협의분할은 무효라고 할 것이나 반드시 한 자리에서 이루어질 필요는 없고 순차적으로 이
루어질 수도 있으며 상속인 중 한사람이 만든 분할원안을 다른 상속인이 후에 돌아가며 승인하여도 무방
하다.
대법원 선고 다 판결 공보불게재 2007. 9. 6. 2007 30447 [ ] □
- 상속재산분할 협의에 이미 상속을 포기한 자가 참여하였다 하더라도 그 분할협의의 내용이 이미 포기한

상속지분을 다른 상속인에게 귀속시킨다는 것에 불과하여 나머지 상속인들 사이의 상속재산분할에 관한
실질적인 협의에 영향을 미치지 않은 경우라면 그 상속재산분할협의는 효력이 있다.
대법원 선고 다 판결 1995. 9. 15. 94 23067 □
- 정이 비록 을의 재산상속인이 아니라고 하더라도 을로부터 임야를 매수한 갑으로부터 그 임야에 대한 [1]

소유권이전등기 절차의 이행을 요구받고 있는 상태에서 그 임야에 관하여 갑 명의로 소유권이전등기를 경
료하여 줄 의사에 기하여 정 단독 명의로 소유권이전등기를 하였다면 이는 정이 을의 재산상속인인 병의
소유권이전등기 의무를 전부승계하여 정 단독으로 갑에게 그 임야에 관한 소유권이전등기 의무를 이행하
기로 하는 묵시적 특약이 있었다고 봄이 당사자의 의사에 합치되고 그와 같은 약정은 계약체결의 자유의
원칙상 상속인인 병의 동의나 처분위임이 없이도 유효하게 체결할 수 있다.
[2] 공동상속인 사이의 상속지분의 양도는 공동상속인 전원의 약정에 기한 경우 이를 상속재산의 협의분
할의 취지로 한 것으로 볼 수 있다.
대법원 선고 다 판결 1996. 3. 26. 95 45545 □
- 상속재산을 공동상속인 인에게 상속시킬 방편으로 나머지 상속인들이 한 상속포기 신고가 민법 제 조 1 1019

제 항 소정의 기간을 경과한 후에 신고된 것이어서 1 상속포기로서의 효력이 없다고 하더라도 공동상속인들
사이에서는 인이 고유의 상속분을 초과하여 상속재산 전부를 취득하고 나머지 상속인들은 이를 전혀 취 1
득하지 않기로 하는 내용의 상속재산에 관한 협의분할이 이루어진 것으로 보아야 한다.
대법원 선고 다 판결 공보불게재 2008. 3. 13. 2007 73765 [ ] □
- 채무자가 자기의 유일한 재산인 부동산을 매각하여 소비하기 쉬운 금전으로 바꾸거나 타인에게 무상으로

이전하여 주는 행위는 특별한 사정이 없는 한 채권자에 대하여 사해행위가 되는 것이므로 이미 채무초 <
과 상태에 있는 채무자 가 상속재산의 분할협의를 하면서 유일한 상속재산 인 부동산에 관하여는 자신 > < >
의 상속분을 포기하고 대신 소비하기 쉬운 현금을 지급받기로 하였다면 이러한 행위는 실질적으로 채무자
가 자기의 유일한 재산인 부동산을 매각하여 소비하기 쉬운 금전으로 바꾸는 것과 다르지 아니하여 특별
한 사정이 없는 한 채권자에 대하여 사해행위가 된다고 할 것이며 이와 같은 금전의 성격에 비추어 상속
재산 중에 위 부동산 외에 현금이 다소 있다 하여도 마찬가지로 보아야 할 것이다.
대법원 선고 다 판결 2001. 2. 9. 2000 51797 □
- 상속재산의 분할협의는 상속이 개시되어 공동상속인 사이에 잠정적 공유가 된 상속재산에 대하여 그 [1]

전부 또는 일부를 각 상속인의 단독소유로 하거나 새로운 공유관계로 이행시킴으로써 상속재산의 귀속을
확정시키는 것으로 그 성질상 재산권을 목적으로 하는 법률행위이므로 사해행위취소권 행사의 대상이 될
수 있다.
채무초과 상태에 있는 채무자가 상속재산의 분할협의를 하면서 상속재산에 관한 권리를 포기함으로써 [2]
결과적으로 일반 채권자에 대한 공동담보가 감소되었다 하더라도 그 재산분할결과가 채무자의 구체적 상
속분에 상당하는 정도에 미달하는 과소한 것이라고 인정되지 않는 한 사해행위로서 취소되어야 할 것은
아니고 구체적 상속분에 상당하는 정도에 미달하는 과소한 경우에도 사해행위로서 취소되는 범위는 그 미
달하는 부분에 한정하여야 한다.
공동상속인의 상속분은 그 유류분을 침해하지 않는 한 피상속인이 유언으로 지정한 때에는 그에 의하 ▷
고 그러한 유언이 없을 때에는 법정상속분에 의하나 피상속인으로부터 재산의 증여 또는 유증을 받은 자
는 그 수증재산이 자기의 상속분에 부족한 한도 내에서만 상속분이 있고 민법 제 조 피상속인의 재산 ( 1008 )
의 유지 또는 증가에 특별히 기여하거나 피상속인을 특별히 부양한 공동상속인은 상속개시 당시의 피상속
인의 재산가액에서 그 기여분을 공제한 액을 상속재산으로 보고 지정상속분 또는 법정상속분에 기여분을
가산한 액으로써 그 자의 상속분으로 하므로 민법 제 조의 제 항 ( 1008 2 1 ) 지정상속분이나 법정상속분이 곧
공동상속인의 상속분이 되는 것이 아니고 특별수익이나 기여분이 있는 한 그에 의하여 수정된 것이 재산
분할의 기준이 되는 구체적 상속분이라 할 수 있다.
대법원 선고 두 판결 2001. 11. 27. 2000 9731 □
- 공동상속인 상호간에 상속재산에 관하여 협의분할이 이루어짐으로써 공동상속인 중 일부가 고유의 상속분

을 초과하는 재산을 취득하게 되었다고 하여도 이는 상속개시 당시에 소급하여 피상속인으로부터 승계받
은 것으로 보아야 하고 다른 공동상속인으로부터 증여받은 것으로 볼 수 없다.
대법원 선고 다 판결 2004. 7. 8. 2002 73203 □
- 상속재산 분할협의는 공동상속인들 사이에 이루어지는 일종의 계약으로서 공동상속인들은 [1] 이미 이루

어진 상속재산 분할협의의 전부 또는 일부를 전원의 합의에 의하여 해제한 다음 다시 새로운 분할협의를
할 수 있다.
- 상속재산 분할협의가 합의해제되면 그 협의에 따른 이행으로 변동이 생겼던 물권은 당연히 그 분할협 [2]

의가 없었던 원상태로 복귀하지만 민법 제 조 제 항 단서의 규정상 이러한 합의해제를 가지고서는 그 548 1
해제 전의 분할협의로부터 생긴 법률효과를 기초로 하여 새로운 이해관계를 가지게 되고 등기 인도 등으 ·
로 완전한 권리를 취득한 제 자의 권리를 해하지 못한다.

### 상속재산 분할의 효과
- 공동상속인 중 인이 제 자에게 상속부동산을 매도한 뒤 그 앞으로 소유권이전등기가 경료되기 전에 그 매도인과 다른 공동상속인들 간에 그 부동산을 매도인 외의 다른 상속인 인의 소유로 하는 내용의 상속재산 협의분할이 이루어져 그 앞으로 소유권이전등기를 한 경우에 그 상속재산 협의분할은 상속개시된 때에 소급하여 효력이 발생하고 등기를 경료하지 아니한 제 자는 민법 제 조 단서 소정의 소급효가 제한되는 제 자에 해당하지 아니하는 바 3 이 경우 상속재산 협의분할로 부동산을 단독으로 상속한 자가 협의분할 이전에 공동상속인 중 인이 그 부동산을 제 자에게 매도한 사실을 알면서도 상속재산 협의분할을 하였을 뿐 아니라 그 매도인의 배임행위를 유인 교사하거나 이에 협력하는 등 적극적으로 가담한 경우에는 그 상속재산 협의분할 중 그 매도인의 법정상속분에 관한 부분은 민법 제 조의 반사회질서의 법률행위에 해당한다[4].
- 상속재산 협의분할에 의하여 갑 명의의 소유권이전등기가 경료된 경우 협의분할 이전에 피상속인의 장남인 을로부터 토지를 매수하였을 뿐 소유권이전등기를 경료하지 아니한 자나 그 상속인들은 민법 제1015조 단서에서 말하는 제3자에 해당하지 아니하여 을의 상속지분에 대한 협의분할을 무효로 주장할 수 없다[5].
- 상속개시 후의 인지 또는 재판의 확정에 의하여 공동상속인이 된 사람이 민법 제 조에 따라 그 상속분에 상당한 가액의 지급을 소송으로 청구하는 경우 상속재산의 가액은 사실심 변론종결 당시의 시가를 기준으로 산정하여야 한다[6].
- 금전채무와 같이 급부의 내용이 가분인 채무가 공동상속된 경우 이는 상속개시와 동시에 당연히 법정상속분에 따라 공동상속인에게 분할되어 귀속되는 것이므로 상속재산 분할의 대상이 될 여지가 없다[7].

### 상속재산의 포괄적 승계에 대한 판례
- 대법원 선고 누 판결 1984. 9. 11. 83 578 □

유언으로 재단법인을 설립하는 경우 출연재산은 유언의 효력이 발생한때 즉 출연자가 사망한 때로부터 법인에 귀속되므로 출연재산은 상속인의 상속재산에 포함되지 않는 것으로서 재산상속인의 출연재산에 포함되지 않는 것으로서 재산상속인의 출연재산 처분행위는 무권한자의 행위가 될 수밖에 없다.
- 대법원 선고 다 판결 1962. 10. 11. 62 460 □

상속인에게 이전되는 점유권에 관하여는 본법 제 조 이하에 규정된 상속분에 관한 규정은 적용될 것이 아니다.
- 대법원 선고 다 판결 1997. 12. 26. 97 22003 □

농지분배를 받은 사람이 사망한 경우에는 농가 또는 그 농지의 경작에 의하여 생계를 유지하는 재산상속인만이 수분배권을 상속한다.
- 대법원 선고 두 판결 1999. 5. 14. 99 35

부동산 실권리자명의 등기에 관한 법률 제 조에 의하여 부과된 과징금 채무는 대체적 급부가 가능한 의무이므로 위 과징금을 부과받은 자가 사망한 경우 그 상속인에게 포괄승계 된다.
- 대법원 선고 두 판결 2002. 12. 6. 2000 2976

피상속인이 매매계약 당시에 매매의 목적이 된 부동산 중 일부분의 소유권이 매도인에게 속하지 아니함을 알지 못하였다면 피상속인은 선의의 매수인에 해당하고 따라서 피상속인은 매도인에 대하여 감액대금반환을 청구할 수 있을 뿐만 아니라 이로 인한 손해배상도 청구할 수 있다고 할 것인바 구 상속세법 제 조 제 항은 상속재산의 가액 등은 상속개시 당시의 현황에 의한다고 규정하고 있으므로 9 1 상속개시 당시에 이미 상속대상 부동산 중 일부의 소유권이 타인에게 속함으로 인하여 그 부분을 양도받지 못하게 됨으로써 피상속인이 갖게 되는 대금감액청구권 및 손해배상청구권은 상속재산에 포함된다.
피상속인 소유의 부동산에 관하여 매수인과의 사이에 체결된 매매계약의 내용이 구 국토이용관리법상의 허가기준에 미달하여 객관적으로 토지거래허가가 날 수 없는 경우에 해당하여 그 매매계약 당시부터 확정적 무효인 상태였다고 할 수 있을 뿐 아니라 그 뒤 매도인인 피상속인이 양도소득세 문제로 인하여 허가신청협력의무의 이행거절 의사를 명백히 표시하고 매수인 또한 토지거래허가신청을 하지 아니한 채 장기간 방치함으로써 적어도 피상속인이 사망할 때까지는 확정적으로 무효인 상태로 되었다고 보아 상속개시 당시 피상속인은 그 매매계약의 무효에 따라 매수인으로부터 이미 지급받은 매매대금을 부당이득으로 반환할 채무를 부담하고 있었으므로 위 부동산은 상속재산에 포함되어야 하는 한편 그 매매대금의 반환채무도 상속재산에서 공제할 채무에 포함된다고 한 사례.
- 대법원 선고 누 판결 1983. 6. 14. 82 175

상속인이 인 이상인 경우에 그 중의 한사람이 피상속인의 재산을 실질적으로 단독상속하였다 하더라도 그 상속인에게 승계되는 피상속인의 국세등에 관한 납부의무는 민법의 규정에 의한 자기의 상속분에 따라 안분계산한 금액범위에 한정되는 것이다.
- 대법원 선고 다 판결 2001. 12. 28. 2000 31502

생명보험의 보험계약자가 스스로를 피보험자로 하면서 수익자는 만기까지 자신이 생존할 경우에는 자기 자신을 자신이 사망한 경우에는 상속인이라고만 지정하고 그 피보험자가 사망하여 보험사고가 발생한 경우 보험금청구권은 상속인들의 고유재산으로 보아야 할 것이고 이를 상속재산이라 할 수 없다.
- 대법원 선고 다 판결 2004. 7. 9. 2003 29463 □

[1] 보험계약자가 피보험자의 상속인을 보험수익자로 하여 맺은 생명보험계약에 있어서 피보험자의 상속인은 피보험자의 사망이라는 보험사고가 발생한 때에는 보험수익자의 지위에서 보험자에 대하여 보험금지급을 청구할 수 있고 이 권리는 보험계약의 효력으로 당연히 생기는 것으로서 상속재산이 아니라 상속인의 고유재산이라고 할 것인데 이는 상해의 결과로 사망한 때에 사망보험금이 지급되는 상해보험에 있어
서 피보험자의 상속인을 보험수익자로 미리 지정해 놓은 경우는 물론 생명보험의 보험계약자가 보험수익
자의 지정권을 행사하기 전에 보험사고가 발생하여 상법 제 조에 의하여 피보험자의 상속인이 보험수 733
익자가 되는 경우에도 마찬가지라고 보아야 한다.
보험수익자의 지정에 관한 상법 제 조는 상법 제 조에 의하여 상해보험에도 준용되므로 결국 [2] 733 739 상
해의 결과로 사망한 때에 사망보험금이 지급되는 상해보험에 있어서 보험수익자가 지정되어 있지 않아 위
법률규정에 의하여 피보험자의 상속인이 보험수익자가 되는 경우에도 보험수익자인 상속인의 보험금청구
권은 상속재산이 아니라 상속인의 고유재산으로 보아야 한다.
- 대법원 선고 두 판결 2007. 11. 30. 2005 5529 □

보험계약자가 자기 이외의 제 자를 피보험자로 하고 자기 자신을 보험수익자로 하여 맺은 생명보험계약 3
에 있어서 보험존속 중에 보험수익자가 사망한 경우에는 상법 제 조 제 항 후단 소정의 보험계약자가 733 3
다시 보험수익자를 지정하지 아니하고 사망한 경우에 준하여 보험수익자의 상속인이 보험수익자가 되고
이는 보험수익자와 피보험자가 동시에 사망한 것으로 추정되는 경우에도 달리 볼 것은 아니며 이러한 경
우 보험수익자의 상속인이 피보험자의 사망이라는 보험사고가 발생한 때에 보험수익자의 지위에서 보험자
에 대하여 가지는 보험금지급청구권은 상속재산이 아니라 상속인의 고유재산이다.

## 상속의 승인과 포기

### 재산상속의 승인
상속이 개시된 후 상속인이 상속을 받겠다는 의사표시를 하는 것을 상속의 승인이라고 한다. 상속에서는 피상속인의 재산적 권리뿐 아니라 그가 부담하고 있던 채무도 상속의 대상이 되므로, 상속인의 의사와 관계 없이 모두 떠맡게 한다면 부당하므로 승인제도를 둔 것이다.
상속의 승인에는 상속인이 피상속인의 권리의무를 무제한 부조건으로 승계하겠다고 표시하는 경우(1025조)와 상속으로 얻은 재산의 한도 내에서만 피상속인의 채무를 변제하겠다고 표시하는 경우(1028조)가 있는데, 전자를 '단순승인(單純承認)', 후자를 '한정승인(限定承認)'이라 한다.

#### 단순승인
단순승인은 상속의 기본형태이므로 상속인의 명백한 의사에 의해 성립되며, 다음의 여러 가지 사실이 발생하면 단순승인을 한 것으로 간주된다. 즉 상속인이 상속재산을 마음대로 처분하거나 상속 개시 후 3개월(고려기간) 이내에 상속에 대한 아무런 의사표시를 하지 않은 때, 한정승인이나 상속의 포기를 한 후 상속재산을 은닉·부정소비하거나 재산목록에 기입하지 않은 때에는 단순승인을 한 것으로 간주한다. 이를 법정단순승인(1026조)이라 한다. 여럿이 공동상속을 하더라도 각 상속인은 자유롭게 한정승인의 의사표시를 할 수 있다. 즉 개개 상속인의 상속분에 따라 취득한 재산의 한도 내에서 한정승인을 할 수 있다. 이때 상속개시일로부터 3개월 이내에 상속재산의 목록을 첨부해 한정승인 신고를 해야만 효력을 발생한다(1030조). 단순승인을 하면 상속인은 피상속인의 적극적 재산은 물론 소극적 재산(채무)도 모두 상속하게 되므로, 피상속인의 채무가 상속재산으로 모두 변제될 수 없으면 상속인의 고유 재산으로 변제를 해야 한다.

#### 한정 승인
그러나 한정승인을 하면 상속인은 상속에 의해 얻은 재산의 한도 내에서만 피상속인의 채무와 유증의 변제를 하면 된다. 또 한정승인을 하더라도 상속인이 피상속인에게 본래 가지고 있던 권리와 의무는 소멸되지 않는다. 상속인이 한정승인을 한 때에 그는 고유재산에 대한 것과 동일한 주의를 가지고서 상속재산을 관리해야 한다(1022조). 재산상속을 승인하는 의사표시는 비록 고려기간 이내일지라도 이를 취소하지 못한다.

#### 판례

##### 일반론
- 구 가사심판규칙 제 조에 의하면 한정승인신고서는 신고인의 대리인도 작성 신고할 수 있도록 규정되어 있으므로 변호사를 대리인으로 하여 한정승인의 신고를 할 수 있다[8].
- 유류분을 포함한 상속의 포기는 상속이 개시된 후 일정한 기간 내에만 가능하고 가정법원에 신고하는 등 일정한 절차와 방식을 따라야만 그 효력이 있으므로 상속개시 전에 한 상속포기약정은 그와같은 절차와 방식에 따르지 아니한 것으로 효력이 없다. 상속인 중의 인이 피상속인의 생존시에 피상속인에 대하여 상속을 포기하기로 약정하였다고 하더라도 상속개시 후 민법이 정하는 절차와 방식에 따라 상속포기를 하지 아니한 이상 상속개시 후에 자신의 상속권을 주장하는 것은 정당한 권리행사로서 권리남용에 해당하거나 또는 신의칙에 반하는 권리의 행사라고 할 수 없다[9].
- 민법 제 조 제 항의 상속개시 있음을 안 날이라 함은 [1] 1019 1 상속인이 상속개시의 원인되는 사실의 발생 피상속인의 사망 을 알게됨으로써 자기가 상속인이 되었음을 안 날 ( ) 을 말하는 것이지 상속재산의 유무를 안 날을 뜻하거나 상속포기 제도를 안 날을 의미하는 것은 아니다. 상속의 포기는 민법에 그 방식이 법정되어 있으므로 이에 따라서 행하여져야 유효하고 그렇지 못한 경우에는 효력이 없다[10].

대법원 자 으 결정 1999. 6. 10. 99 1 □
민법 제 조는 이해관계인 또는 검사의 청구에 의하여 상속재산의 보존에 필요한 처분을 명할 수 있도 1023
록 규정하고 있는바 이 규정은 상속의 승인이나 포기를 위한 이른바 고려기간 중에는 그 고유재산에 대하
는 것과 동일한 주의로 상속재산을 관리하여야 하고 민법 제 조 상속을 포기하더라도 그 포기로 인하 ( 1022 )
여 상속인이 된 자가 상속재산을 관리할 수 있을 때까지 그 재산의 관리를 계속하도록 규정한 것 민법 제 (
조 제 항 과 관련되어 상속인이나 상속을 포기한 자의 관리가 부적절하거나 불가능한 경우에는 다른 1044 1 )
공동상속인이나 이해관계인의 입장에서는 상속재산의 보존을 위한 조치를 취할 필요가 있게 된다는 취지
이므로 상속포기나 한정승인을 할 수 있는 고려기간 중에 하는 상속재산 관리에 관한 처분은 상속개시 후
그 고려기간이 경과되기 전에 한하여 청구할 수 있고 그 심판에서 정한 처분의 효력은 심판청구를 할 수
있는 시적 한계시까지만 존속한다.
청구인은 상속포기나 한정승인을 함이 없이 소외 이 사망한 것을 안 로부터 개월의 고려 1 1998. 9. 3. 3 ▷
기간이 지난 에야 이 사건 청구를 하고 있음이 기록상 명백하므로 민법 제 조에 의한 1998. 12. 14. 1023
상속재산 보존처분으로서의 상속재산관리인의 선임을 청구할 수 있는 기간을 도과하였음이 분명하다.

##### 단순승인
- 권원없이 공유물을 점유하는 자에 대한 공유물의 반환청구는 공유물의 보존행위이므로 상속인들이 상속포기 신고를 하기에 앞서 점유자를 상대로 피상속인의 소유였던 주권에 관하여 주권반환청구소송을 제기한 것은 민법 제 조 제 호가 정하는 상속재산의 처분행위에 해당하지 아니한다[11]
- 상속인이 상속재산에 대한 처분행위를 한 때에는 단순승인을 한 것으로 보는바 [1] , 상속인이 피상속인의 채권을 추심하여 변제받는 것도 상속재산에 대한 처분행위에 해당한다. 상속인이 피상속인의 갑에 대한 손해배상채권을 추심하여 변제받은 행위는 상속재산의 처분행위에 해당하고 그것으로써 단순승인을 한 것으로 간주되었다고 할 것이므로 그 이후에 한 상속포기는 효력이 없다고 한 사례. 법정단순승인에 관한 민법 제 조 제 호의 상속재산의 은닉이라 함은 상속재산의 존재를 쉽게 알 수 없게 만드는 것을 뜻하고 상속재산의 부정소비라 함은 정당한 사유 없이 상속재산을 써서 없앰으로써 그 재산적 가치를 상실시키는 것을 의미한다. 법정단순승인에 관한 민법 제 조 제 호의 고의로 재산목록에 기입하지 아니한 때 라 함은 한정승인을 함에 있어 상속재산을 은닉하여 상속채권자를 사해할 의사로써 상속재산을 재산목록에 기입하지 않는 것을 뜻한다.[12]
- 민법 제 조 제 호는 상속인이 한정승인 또는 포기를 하기 이전에 상속재산을 처분한 때에만 적용되는 것이고 상속인이 한정승인 또는 포기를 한 후에 상속재산을 처분한 때에는 그로 인하여 상속채권자나 다른 상속인에 대하여 손해배상책임을 지게 될 경우가 있음은 별론으로 하고 그것이 같은 조 제 호에 정한 상속재산의 부정소비에 해당되는 경우에만 상속인이 단순승인을 한 것으로 보아야 한다. 민법 제 조 제 호에 정한 상속재산의 부정소비라 함은 정 [2] 1026 3 당한 사유없이 상속재산을 써서 없앰으로써 그 재산적 가치를 상실시키는 행위를 의미한다. 상속인이 상속재산을 처분하여 그 처분대금 전액을 우선변제권자에게 귀속시킨 것이라면 그러한 상속인의 행위를 상속재산의 부정소비에 해당한다고 할 수 없다.[13]
- 민법 제 조 제 항은 민법 제 조 제 호에 대한 헌법재판소의 헌법불합치 결정 이후에 신설된 조항으로 위 조항에서 말하는 상속채무가 상속재산을 초과하는 사실을 중대한 과실로 알지 못한다 함은 상속인이 조금만 주의를 기울였다면 상속채무가 상속재산을 초과한다는 사실을 알 수 있었음에도 이를 게을리 함으로써 그러한 사실을 알지 못한 것을 의미하고 ’ , 상속인이 상속채무가 상속재산을 초과하는 사실을 중대한 과실 없이 민법 제 조 제 항의 기간 내에 알지 못하였다는 점에 대한 증명책임은 상속 인에게 있다.

피상속인을 상대로 한 손해배상청구소송의 제 심에서 모두 소멸시효 완성을 이유로 원고 패소 판 [2] 1, 2
결이 선고된 후 상고심 계속 중에 피상속인이 사망함으로써 상속인들이 소송을 수계한 사안에서 소멸시 ,
효 항변이 신의칙에 반하여 권리남용이 되는 것은 예외적인 법 현상인 점 상속인들로서는 제 심판결 , 1, 2
의 내용을 신뢰하여 원고의 피상속인에 대한 채권에 관하여 소멸시효가 완성된 것으로 믿을 수도 있어 법
률전문가가 아닌 상속인들에게 제 심의 판단과는 달리 상고심에서 소멸시효 항변이 배척될 것을 전제 1, 2
로 미리 상속포기나 한정승인을 해야 할 것이라고 기대하기는 어려운 점 등의 사정들을 비추어 보면 그 ,
후 상고심에서 위 소멸시효 항변이 신의성실의 원칙에 반하여 권리남용에 해당함을 이유로 원고 승소 취
지의 파기환송 판결이 선고되었다고 하여 위 소송수계일 무렵부터 위 파기환송 판결선고일까지 사이에 상
속인들이 위 원고의 채권이 존재하거나 상속채무가 상속재산을 초과하는 사실을 알았다거나 또는 조금만
주의를 기울였다면 이를 알 수 있었음에도 이를 게을리 한 중대한 과실로 그러한 사실을 알지 못하였 ‘ ’
다고 볼 수는 없다고 한 사례.
- 다수의견 법원이 한정승인신고를 수리하게 되면 피상속인의 채무에 대한 상속인의 책임은 상속재산으로 [ ]

한정되고 그 결과 상속채권자는 특별한 사정이 없는 한 상속인의 고유재산에 대하여 강제집행을 할 수 ,
없다 그런데 민법은 한정승인을 한 상속인 이하 한정승인자라 한다 에 관하여 그가 상속재산을 은닉 . ( ‘ ’ )
하거나 부정소비한 경우 단순승인을 한 것으로 간주하는 것 제 조 제 호 외에는 상속재산의 처분행위 ( 1026 3 )
자체를 직접적으로 제한하는 규정을 두고 있지 않기 때문에, 한정승인으로 발생하는 위와 같은 책임제한
효과로 인하여 한정승인자의 상속재산 처분행위가 당연히 제한된다고 할 수는 없다 또한 민법은 한정승 .
인자가 상속재산으로 상속채권자 등에게 변제하는 절차는 규정하고 있으나 제 조 이하 한정승인만으 ( 1032 ),
로 상속채권자에게 상속재산에 관하여 한정승인자로부터 물권을 취득한 제 자에 대하여 우선적 지위를 3
부여하는 규정은 두고 있지 않으며 민법 제 조 이하의 재산분리 제도와 달리 한정승인이 이루어진 , 1045
상속재산임을 등기하여 제 자에 대항할 수 있게 하는 규정도 마련하고 있지 않다 따라서 3 . 한정승인자로부
터 상속재산에 관하여 저당권 등의 담보권을 취득한 사람과 상속채권자 사이의 우열관계는 민법상의 일반
원칙에 따라야 하고 상속채권자가 한정승인의 사유만으로 우선적 지위를 주장할 수는 없다 그리고 이러 , .
한 이치는 한정승인자가 그 저당권 등의 피담보채무를 상속개시 전부터 부담하고 있었다고 하여 달리 볼
것이 아니다.
대법관 김영란 박시환 김능환의 반대의견 한정승인자의 상속재산은 상속채권자의 채권에 대한 책임재 [ , , ]
산으로서 상속채권자에게 우선적으로 변제되고 그 채권이 청산되어야 한다 그리고 그 반대해석상 한정 . ,
승인자의 고유채권자는 상속채권자에 우선하여 상속재산을 그 채권에 대한 책임재산으로 삼아 이에 대하
여 강제집행할 수 없다고 보는 것이 형평에 맞으며 한정승인제도의 취지에 부합한다 이와 같이 , . , 상속채
권자가 한정승인자의 고유재산에 대하여 강제집행할 수 없는 것에 대응하여 한정승인자의 고유채권자는
상속채권자에 우선하여 상속재산에 대하여 강제집행할 수 없다는 의미에서 상속채권자는 상속재산에 대 ,
하여 우선적 권리를 가진다 또한 한정승인자가 그 고유채무에 관하여 상속재산에 담보물권 등을 설정한 .
경우와 같이 한정승인자가 여전히 상속재산에 대한 소유권을 보유하고 있어 상속채권자가 그 재산에 대 ,
하여 강제집행할 수 있는 한에 있어서는 그 상속재산에 대한 상속채권자의 우선적 권리는 그대로 유지되 ,
는 것으로 보아야 한다 따라서 한정승인자의 고유채무를 위한 담보물권 등의 설정등기에 의하여 상속채 .
권자의 우선적 권리가 상실된다고 보는 다수의견은 상속채권자의 희생 아래 한정승인자로부터 상속재산에
관한 담보물권 등을 취득한 고유채권자를 일방적으로 보호하려는 것이어서 상속의 한정승인 제도를 형해 ,
화시키고 제도적 존재 의미를 훼손하므로 수긍하기 어렵다.
- 법정단순승인 사유인 민법 제 조 제 호의 고의로 재산목록에 기입하지 아니한 때라는 것은 [1] 1026 3 한정승

인을 함에 있어 상속재산을 은닉하여 상속채권자를 사해할 의사로써 상속재산을 재산목록에 기입하지 않
는 것을 의미한다.
[2] 상속의 한정승인은 채무의 존재를 한정하는 것이 아니라 단순히 그 책임의 범위를 한정하는 것에 불
과하기 때문에 상속의 한정승인이 인정되는 경우에도 상속채무가 존재하는 것으로 인정되는 이상 법원으
로서는 상속재산이 없거나 그 상속재산이 상속채무의 변제에 부족하다고 하더라도 상속채무 전부에 대한
이행판결을 선고하여야 하고 다만 그 채무가 상속인의 고유재산에 대해서는 강제집행을 할 수 없는 성질
을 가지고 있으므로 집행력을 제한하기 위하여 이행판결의 주문에 상속재산의 한도에서만 집행할 수 있다
는 취지를 명시하여야 한다.
- 상속인 자신이 한정승인 또는 포기를 할 수 있는 기간 내에 상속등기를 한때에는 상속의 단순승인으로 인정될 경우가 있을 것이나 상속등기가 상속재산에 대한 처분행위라고 볼 수 없으니 만큼 채권자가 상속인을 대위하여 상속등기를 하였다 하여 단순승인의 효력을 발생시킬 수 없고 상속인의 한정승인 또는 포기할 수 있는 권한에는 아무런 영향도 미치는 것이 아니므로 채권자의 대위권행사에 의한 상속등기를 거부할 수 없다.[17]
- 상속부동산에 대하여 이미 상당한 금액의 근저당권이 설정되어 있어서 일반 상속채권자들에게는 강제집행을 통하여 배당될 금액이 전혀 없거나 그 지목이 하천 및 제방이어서 강제집행의 실익이 없는 것이라면

상속인들이 한정승인의 신고 후에 그 중 인에게만 상속부동산에 대하여 협의분할에 의한 소유권이전등기를 하였다고 하더라도 이를 상속재산의 부정소비에 해당한다고 할 수 없다.

##### 한정승인
- 가정법원의 한정승인신고 수리의 심판은 일응 한정승인의 요건을 구비한 것으로 인정한다는 것일 뿐 그 효력을 확정하는 것이 아니고 상속의 한정승인의 효력이 있는지 여부의 최종적인 판단은 실체법에 따라 민사소송에서 결정될 문제이므로 민법 제 조 제 항에 의한 한정승인신고의 수리 여부를 심판하는 가정법원으로서는 그 신고가 형식적 요건을 구비한 이상 상속채무가 상속재산을 초과하였다거나 상속인이 중대한 과실 없이 이를 알지 못하였다는 등의 실체적 요건에 대하여는 이를 구비하지 아니하였음이 명백한 경우 외에는 이를 문제삼아 한정승인신고를 불수리할 수 없다. 한정승인신고 수리의 심판에 있어서 실체적 요건이 구비되었다는 점을 상속인들이 적극적으로 증명하여야 한다[19].
- 재산상속의 한정승인 신고는 전혀 신고서라고 볼 수 없는 신고가 아닌 한 다소 미비한 신고서라 하더라도 이를 수리한 후에 추완시키는 등으로 이를 될 수 있는대로 유효하게 해석하여야 한다.[20]
- 제 조 제 항에 의한 특별한정승인의 경우 비록 상속채무가 상속재산을 초과한다 하더라도 상속으로 취득하게 될 재산의 한도로 상속채무에 대한 책임이 제한되는 점에서 민법 제 조에 의한 통상의 한정승인과 다를 바 없고 상속인이 한정승인을 할 경우 책임이 제한된 상태로 피상속인의 재산에 관한 권리·의무를 포괄적으로 승계하는 것이다.[21]
- 민법 제 조 제 항의 기간은 한정승인 신고의 가능성을 언제까지나 남겨둠으로써 당사자 사이에 일어나는 법적 불안상태를 막기 위하여 마련한 제척기간이고 경과규정인 개정 민법부칙 제 항 소정의 기간도 제척기간이라 할 것이며 한편 제척기간은 불변기간이 아니어서 그 기간을 지난 후에는 당사자가 책임질 수 없는 사유로 그 기간을 준수하지 못하였더라도 추후에 보완될 수 없다.[22]
- 가정법원의 한정승인신고 수리의 심판은 일응 한정승인의 요건을 구비한 것으로 인정한다는 것일 뿐 그 효력을 확정하는 것이 아니고 상속의 한정승인의 효력이 있는지 여부의 최종적인 판단은 실체법에 따라 민사소송에서 결정될 문제이다.[23]
- 민법 제 조 제 항은 상속채무 초과사실을 중대한 과실없이 민법 제 조 제 항의 기간 내에 알지 못하고 단순승인을 한 경우 뿐만 아니라 민법 제 조 제 호 및 제 호의 규정에 의하여 단순승인을 한 것으로 간주되는 경우에도 상속채무 초과사실을 안 날로부터 월 내에 한정승인을 할 수 있다고 규정하고 있으므로 설사 상속인들이 상속재산 협의분할을 통해 이미 상속재산을 처분한 바 있다고 하더라도 상속인들은 여전히 민법 제 조 제 항의 규정에 의하여 한정승인을 할 수 있다고 할 것이고 따라서 위 협의분할 때문에 이 사건 심판이 한정승인으로서 효력이 없다고 할 수는 없다.[24]
- 상속인이 상속채무가 상속재산을 초과하는 사실을 중대한 과실없이 민법 제 조 제 항의 기간 내에 알지 못하였다는 점은 위 법 규정에 따라 한정승인을 할 수 있는 요건으로서 그 입증책임은 채무자인 피상속인의 상속인에게 있다[25].

##### 상속의 포기
- 상속의 포기는 상속인이 법원에 대하여 하는 단독의 의사표시로서 포괄적 무조건적으로 하여야 하므로 상속포기는 재산목록을 첨부하거나 특정할 필요가 없다고 할 것이고 상속포기서에 상속재산의 목록을 첨부했다 하더라도 그 목록에 기재된 부동산 및 누락된 부동산의 수효 등과 제반사정에 비추어 상속재산을 참고자료로 예시한 것에 불과하다고 보이는 이상 포기당시 첨부된 재산목록에 포함되어 있지 않은 재산의 경우에도 상속포기의 효력은 미친다.[26]
- 제 순위 상속권자인 처와 자들이 모두 상속을 포기한 경우에는 손이 직계비속으로서 상속인이 된다[27]

### 재산상속의 포기
상속이 개시된 후 상속인이 상속의 효력, 즉 상속재산에 속한 모든 권리의무의 승계를 부인하고 처음부터 상속인이 아니었던 것과 같은 효력을 생기게 하려는 의사표시를 상속의 포기라고 한다. 상속은 상속으로 인한 이익 혹은 손해를 받을 것인가에 대해 당사자의 자유로운 의사에 맡기고 있다 상속을 포기하려면 상속개시를 안 날로부터 3개월 이내에 포기의 신고를 해야 하는데, 이때 가정법원은 진정한 의사에 의한 포기인가를 확인하여서 신고를 수리한다. 상속인이 여럿인 때에도 개개의 상속인은 단독으로 포기할 수 있다. 일단 포기를 하면 비록 고려기간 이내일지라도 그 의사를 취소할 수 없는 것이 원칙이다. 상속의 포기를 하면 포기자는 처음부터 상속인이 아니었던 것으로 되므로, 모든 재산적 권리의무를 승계하지 않는다. 따라서 상속인이 수인일 경우에 어느 상속인이 상속을 포기한 때에는 법률에 의해 그 상속분은 다른 상속인에게 상속분의 비율로 귀속하므로(1043조), 귀속을 받는 상속인은 이를 거절할 수 없다.
그러나, 상속의 승인이나 포기를 사기나 강박에 의해서 한 경우에는 예외적으로 취소가 가능하다. (제1024조)
유류분을 포함한 상속의 포기는 상속이 개시된 후 일정한 기간 내에만 가능하고 가정법원에 신고하는 등 일정한 절차와 방식을 따라야만 그 효력이 있으므로, 상속개시 전에 한 상속포기약정은 그와 같은 절차와 방식에 따르지 아니한 것으로 효력이 없다. 상속인 중의 1인이 피상속인의 생존시에 피상속인에 대하여 상속을 포기하기로 약정하였다고 하더라도, 상속개시 후 민법이 정하는 절차와 방식에 따라 상속포기를 하지 아니한 이상, 상속개시 후에 자신의 상속권을 주장하는 것은 정당한 권리행사로서 권리남용에 해당하거나 또는 신의칙에 반하는 권리의 행사라고 할 수 없다.

#### 판례
상속재산 전부를 공동상속인 중 1인에게 상속시킬 방편으로 나머지 상속인들이 법원에 한 상속포기신고가 그 법정기간 경과 후에 한 것으로서 재산상속포기로서의 효력이 생기지 아니하더라도 그에 따라 위 공동상속인들 사이에는 위 1인이 고유의 법정상속분을 초과하여 상속재산 전부를 취득하고 위 잔여 상속인들은 이를 전혀 취득하지 않기로 하는 내용의 상속재산에 관한 협의분할이 이루어진 것으로 볼 것이다.

## 재산의 분리
상속의 단순승인으로 인하여 상속재산과 상속인의 고유 재산이 혼합하면 상속채권자·유증을 받은 자 또는 상속인의 채권자에게 불이익을 초래할 우려가 있으므로 이들을 보호하기 위하여 이 양쪽의 재산을 분리시키는 것을 재산의 분리라고 한다. 즉 상속인의 고유재산이 채무초과이면 유증을 받은 자와 상속채권자에게 불리하게 되고, 상속재산이 채무초과이면 상속인의 채권자가 불리하게 된다. 전자를 제1형의 재산분리, 후자를 제2형의 재산분리라고 한다. 재산의 분리를 청구할 수 있는 사람은 상속채권자·유증을 받은 자·상속인의 채권자인데, 상속인·상속재산관리인·파산관재인·유언집행자를 상대로 하여 가정법원에 청구할 수 있다. 이 청구는 상속이 개시된 날로부터 3개월 이내에 해야 한다. 가정법원이 재산분리를 명하면 채권 또는 수증을 신고하도록 공고를 하고, 공고기간이 지나야 채무의 변제를 할 수 있다. 제1형의 재산분리에서는 상속 채권자와 유증을 받은 자가 상속인의 채권자에 우선하여서 상속재산으로부터 채무의 변제를 받게 되며, 제2형의 재산분리에서는 상속인의 채권자가 상속인의 고유재산으로부터 우선변제를 받게 된다(1052조 2항). 상속재산으로서 완전히 변제할 수 없으면 파산신청을 해야 한다. 재산의 분리에서 상속재산이 부동산인 경우에는 이를 등기해야 한다. 분리를 하면 상속인이 피상속인에게 본래 가지고 있던 재산상의 권리의무는 소멸하지 않는다. 그리고 상속인은 분리 후에도 상속재산에 대하여 자기의 고유재산에 대해서와 같은 주의를 가지고 관리해야 한다.

## 재산상속인의 부존재
상속이 개시된 후 사망자의 유산을 이어받을 상속인 또는 수증자가 존재하는가의 여부가 명백하지 않은 것을 재산상속인의 부존재(財産相續人－不存在)라고한다. 상속인이 있는 것은 명백하나 그 소재가 분명치 않을 때에는 이에 해당되지 않고, 부재자의 재산관리 문제가 생길 뿐이다. 상속이 개시된 후에 상속인이 분명하지 않으면 많은 지장을 초래하므로, 상속재산을 관리·청산하고 상속인을 수색·확정하기 위해서 이를 인정하는 것이다. 재산상속인의 존부가 분명하지 않으면 우선 상속재산의 관리를 위하여 관리인을 선임한다. 즉 피상속인의 친족·이해관계인·검사가 가정법원에 관리인 선임을 청구할 수 있는데, 관리인은 상속인의 존재가 명백해져서 상속의 승인을 할 때까지 상속재산을 관리하게 된다. 관리인이 선임되어 공고된 후 3개월이 지나도 상속인의 존부를 알 수 없으면 관리인은 지체없이 일반상속채권자와 유증받은 사람에 대하여 2월 이상 일정한 기간(청산기간)을 두어 그 채권 또는 수증을 신고할 것을 공고하여야 하고(제1056조) 이 기간이 경과하여도 상속인의 존부를 할 수 없는 때에는 법원은 관리인의 청구에 의하여 2년 이상 일정한 기간(수색기간)을 두어 상속인이 있으면 그 권리를 주장할 것을 공고하여야 한다(1057조). 개정된 상속법에서는 상속인의 부존재시 '특별 연고자에 대한 분여(제1057조의 2)'제도를 신설하였다. 그 내용은 '상속인 없는 재산의 청산기간(1056조)이 지나도 상속권을 주장하는 자가 없는 때에는 가정법원은 피상속인과 생계를 같이하고 있던 자, 피상속인의 요양간호를 한 자, 기타 피상속인과 특별한 연고가 있던 자의 청구에 의하여 상속재산의 전부 또는 일부를 분여할 수 있으며 그 청구기간은 청산기간 종료 후 2월 이내이어야 한다'고 되어 있다. 이상의 기간·절차 내에 상속권을 주장하는 자가 없는 때에는 상속재산은 국가에 귀속하며(제1058조), 일단 국가에 귀속하고 나면 상속재산으로 변제받지 못한 상속채권자나 수증자가 있더라도 국가에 대하여 변제청구를 하지 못한다(1059조).

### 판례
- 재산상속인의 존재가 분명하지 아니한 상속재산에 관한 소송에 있어서 정당한 피고는 법원에서 선임된 상속재산관리인이라 할 것이고 동인은 재산상속인이 있다면 추상적으로 재산상속인의 법정대리인으로서 재산상속인이라 주장하는 참가인을 위하여 소송수행권을 행사하고 있다 할 것이므로 재산의 상속으로 인한 소유권확인을 구하는 참가인은 소위 제 자의 지위에 있다 할 수 없을 뿐 아니라 원고 역시 망인의 상속 재산이라는 전제에서 이건 소를 제기한 것이므로 참가인의 청구와 양립할 수 없는 것도 아니고 다만 참가인의 주장은 원고의 청구를 부인함에 불과하여 합일확정을 요하는 것도 아니여서 이건 독립당사자 참가인의 청구는 참가의 요건을 구비하지 못한 부적법한 것이다[30].
- 어느 부동산에 대하여 특정인 명의로 사정된 경우 특별한 사정이 없는 한 그 부동산의 소유자는 사정명의자이고 그가 사망한 경우에는 상속인이 그 소유자라 할 것인바 상속인의 존부를 알 수 없는 때에는 민법 제 조의 공고절차를 거쳐 같은 법 제 조에 의하여 비로소 국가에 귀속 1057 1058 된다[31].
- 무주의 토지는 민법 제 조 제 항에 의하여 국유로 되는 것이고 토지 소유자가 존재하였으나 그의 상속 252 2인의 존부가 분명하지 아니한 경우에 적용되는 민법 제 조 내지 제 조 소정의 절차를 밟아야만 국 1053 1058유로 되는 것은 아니므로 무주의 토지라고 인정을 한 이상 그 토지를 국유라고 하기 위하여 상속인 부존재의 경우에 필요한 절차를 밟았는지를 별도로 심리할 필요는 없다[32].
- 상속재산의 관리인은 그의 지위에서 소송을 제기하고 이를 수행할 수 있는 것이므로 상속재산의 소유권확인을 구하는 원고 상속재산의 관리인으로서는 구태어 상속인일 필요는 없다.
- 특정인 명의로 사정된 토지는 특별한 사정이 없는 한 사정명의자나 그 상속인의 소유로 추정되고 토지의 소유자가 행방불명되어 생사 여부를 알 수 없다 하더라도 그가 사망하고 상속인도 없다는 점이 입증되거나 그 토지에 대하여 민법 제 조 내지 제 조에 의한 국가귀속 절차가 이루어지지 아니한 이상 그 토지가 바로 무주부동산이 되어 국가 소유로 귀속되는 것이 아니며 무주부동산이 아닌 한 국유재산법 제 조에 의한 무주부동산의 처리절차를 밟아 국유재산으로 등록되었다 하여 국가소유로 되는 것도 아니다[33].
- 부동산 소유자가 행방불명되어 현재 그 생사 여부를 알 수 없다는 점만으로는 그 부동산이 바로 무주의 부동산으로 된다고는 볼 수 없으므로 국가가 그 부동산 소유자의 사망사실 및 상속인이 전혀 없다는 점에 대한 입증없이 단순히 국유재산법 제 조의 규정에 따라 무주부동산으로 공고하여 국유재산으로 지정하였다고 해서 그 소유권을 취득하였다고 할 수는 없다[34].

## 유언
유언(遺言)은 어떤 사람이 죽음에 임박하여 남기는 말이다. 법적으로 유언은 유언자가 자신의 사망과 동시에 일정한 법률효과를 발생시킬 목적으로 행하는 단독행위이자 요식행위이다. 유언은 상대방 없는 단독적 법률행위이다. 계약인 사인증여(死因贈與)와는 달리 반드시 일정한 방식에 따라 행해야 하는 요식행위이다. 유언을 담은 문서는 유서 또는 유언장이라 한다. 오늘날 사유재산제도를 인정하는 사회구조 아래서는 자기의 재산에 대하여 생전에는 물론 사후에도 그의 의사에 따라 마음대로 처분(재산처분의 자유)할 수 있도록 유언의 자유를 채택하고 있다. 유언제도는 유언자가 남긴 최종의 의사를 존중하고, 사후에 그 의사의 실현을 보장하기 위하여 인정되는 제도이다. 유언은 재산관계에 한정되지 않으나 대부분은 상속이나 유증에 관한 것이며, 신분상의 유언 사항인 인지의 경우에도 대부분 물질적인 것, 즉 상속이나 부양의무와 관련해서 행해지는 경우가 대부분이다. 여기에도 법률행위자유의 원칙과 마찬가지로 “유언 자유의 원칙”이 확립되어 있다.

## 같이 보기
- 상속